# ضمان القرض
يشير مفهوم ضمان القرض في المجال المالي إلى وعد يقطعه أحد الأطراف (الضامن) على نفسه لضمان الالتزام بسداد قرض المقترض في حالة ما إذا تخلف المقترض عن الدفع. وقد يكون هذا الضمان محدودًا أو غير محدود، مما يجعل الضامن مسؤولًا فقط عن جزء من القرض أو القرض بأكمله.
وتحظى الرهون العقارية التي تشتمل على ضامن بشعبية كبيرة بين صغار المقترضين الذين لا يملكون وديعة كبيرة محفوظة وفي حاجة لاقتراض قيمة العقار بالكامل لشراء ممتلكات. وبشكل عام، سيحرص ذووهم على توفير ضمان للمقرض يمكن من خلاله تغطية أي نقص في حالة التخلف عن الدفع.

## ضمانات القروض الحكومية
قد يستخدم هذا المصطلح للإشارة إلى تحمل الحكومة لالتزامات القرض الخاص في حالة ما إذا تخلف المقترض عن الدفع. يتم إعداد معظم برامج ضمانات القروض لتصحيح إخفاقات السوق المتصورة بواسطة صغار المقترضين، بغض النظر عن الجدارة الائتمانية، والذين يفتقرون إلى الموارد الائتمانية المتوفرة لكبار المقترضين.
كذلك، يمكن أن تمتد ضمانات القروض لتشمل كبار المقترضين لأسباب سياسية. فعلى سبيل المثال، حصلت شركة كرايسلر، وهي واحدة من «أكبر ثلاث» شركات لصناعة السيارات الأمريكية، على ضمان قرض في عام 1979 عندما كانت على حافة الانهيار، إلى جانب الضغط السياسي الممارس عليها من جانب المصالح العمالية. وعلى نحو مختلف إلى حد ما، على الرغم من الضغط السياسي الذي يمارسه اللوبي الإسرائيلي، رفض الرئيس جورج بوش الأب، التصريح بمبلغ 10 مليارات دولار في شكل ضمانات قروض لحكومة إسرائيل إسحاق شامير، نظرًا لسياسته المؤيدة لعمليات الاستيطان ولأن الفلسطينيين والعديد من الحكومات العربية تنظر إلى القبول المسبق لضمانات القروض باعتبارها اختبارًا لمصداقية أمريكا كوسيط. طلب بوش الحصول على تأجيل لانعقاد الكونغرس في جلسة مناقشة الضمانات وحصل عليه بالفعل، وانعقد مؤتمر مدريد لعام 1991 في وقت لاحق. ولقد تم إصدار ضمانات القروض هذه في وقت لاحق، بعد انتخابات إسحاق رابين وتعهده بإنهاء سياسة استيطان شامير وإعادة صياغة الأولويات الوطنية.

### البرامج والوكالات الحكومية

#### بلغاريا
- صندوق الضمان الوطني

#### المملكة المتحدة
- ضمان قروض الشركات الصغيرة

#### الولايات المتحدة
- فاني ماي
- بنك التصدير والاستيراد
- برنامج قروض التعليم العائلي الفيدرالي
- فريدي ماك
- هيئة تصدر سندات رهونات عقارية تضمنها الدولة
- إدارة المشروعات الصغيرة
- وزارة الطاقة الأمريكية
- القروض الخاصة بشؤون المحاربين القدامى
- هيئة ائتمان التنمية بالوكالة الأمريكية للتنمية